# Onicolisi
Per onicolisi, in campo medico, si intende il distacco della lamina (l'unghia) dal letto, ovvero dalla sua normale posizione. Tale spostamento può essere distale o laterale; può anche avvenire con episodi isolati non coinvolgendo le rimanenti unghie. L'onicolisi è una forma di onicopatia (malattia della lamina).

## Evoluzione

### Periodo di insorgenza
La persona si accorge di tale fenomeno quando la linea di demarcazione si estende deformandosi, aumentando la porzione libera. Inizialmente non dà alcun fastidio al soggetto che può anche non accorgersi del procedimento.

### Periodo finale
Solitamente il distacco della lamina dal letto ungueale aumenta progressivamente, si fa più irregolare, e se raggiunge la parte denominata lunula  può portare al distacco dell'intera lamina. La sovrainfezione microbica da parte di batteri e funghi è frequente, e determina solitamente un'evidente alterazione cromatica.

## Eziologia
La causa dell'onicolisi può essere infettiva, oppure rappresentare una conseguenza di malattia concomitante, come la psoriasi. Anche alcuni farmaci, come le tetracicline, sono stati segnalati come possibile causa di onicolisi.